# Monte Giogo
Il Monte Giogo (460 m s.l.m.) è un rilievo collinare che si trova in Provincia di Piacenza e che fa parte dell'Appennino piacentino, nell'Appennino Ligure.

## Descrizione

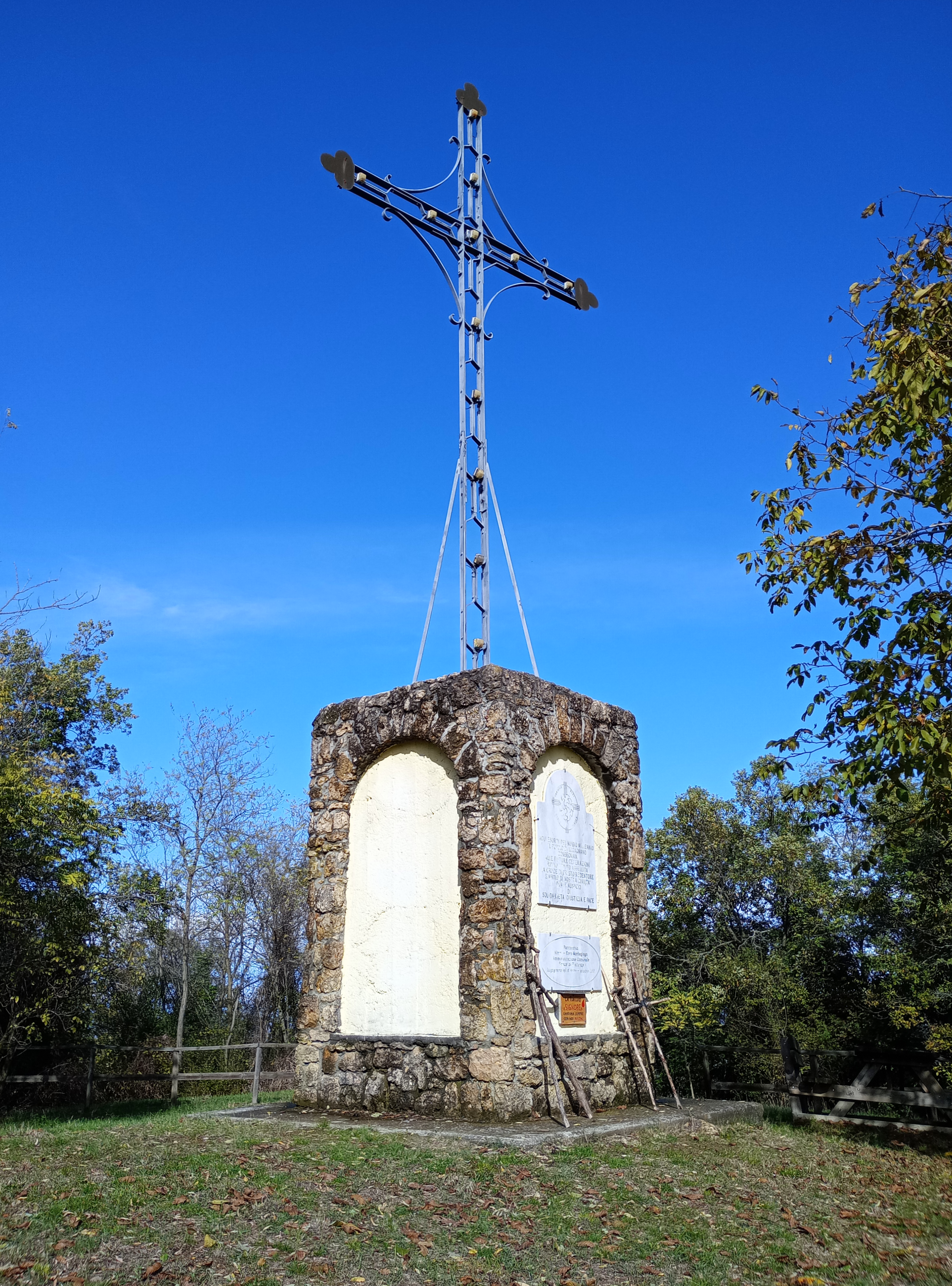
La croce di vetta

Il Monte Giogo è posto tra la valle dell'Arda e quella del Chiavenna, nei pressi del loro sbocco sulla pianura. Sulla sua cima si trova una alta croce di vetta sostenuta da un basamento in pietra. Una ampia sella a quota 255 m, situata a sud-ovest di Lugagnano e sulla quale si trova l'oratorio della Madonna del Piano, lo raccorda con il resto della catena appenninica, mentre verso nord-est dopo il Monte Giogo il crinale si abbassa di circa settanta metri per risalire poi al Monte Padova (402 m) ed esaurirsi infine nella pianura padana poco oltre Castell'Arquato.

## Geologia

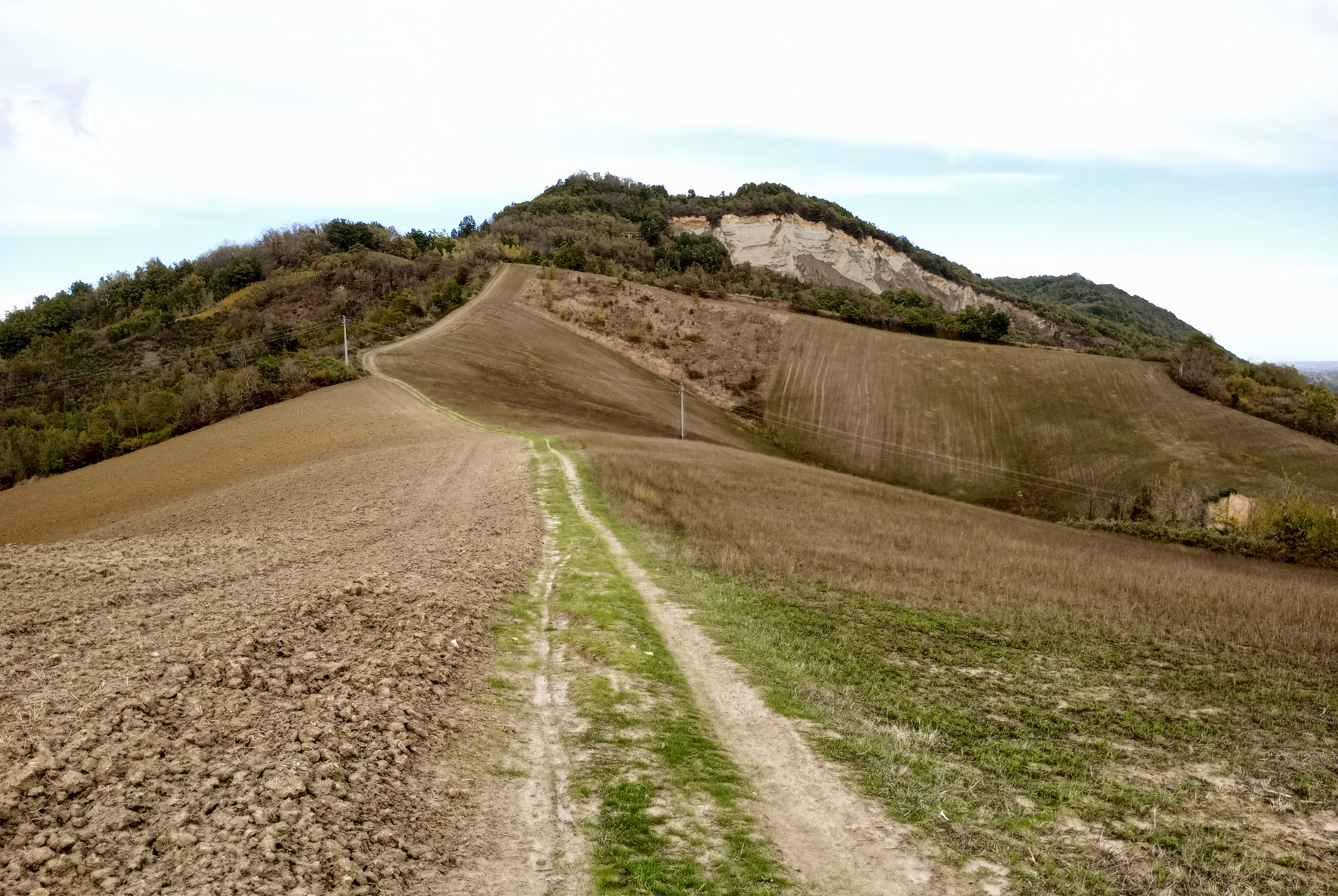
Vista da sud-ovest

La successione sedimentaria dell'area compresa tra Lugagnano e Castell'Arquato è stata adottata dai geologi come sezione tipo del periodo Piacenziano. Alla base di tale successione sono presenti argille caratterizzate fossili di ambiente epibatiale. Al di sopra si rinvengono strati di sedimenti gradualmente più sabbiosi, depositatisi in ambienti circalitorali e infralitorali. Nella zona del Monte Giogo sono presenti fossili di varie specie marine risalenti al pliocene, come ad esempio il mollusco Fusus inflatus o alcune specie del genere Mitra. Sempre sul Monte Giogo nel 1831 Giuseppe Cortesi scoprì lo scheletro di un rinoceronte, mentre nel 1842 Giovanni Podestà rinvenne la colonna vertebrale di un delfino.

## Accesso alla vetta

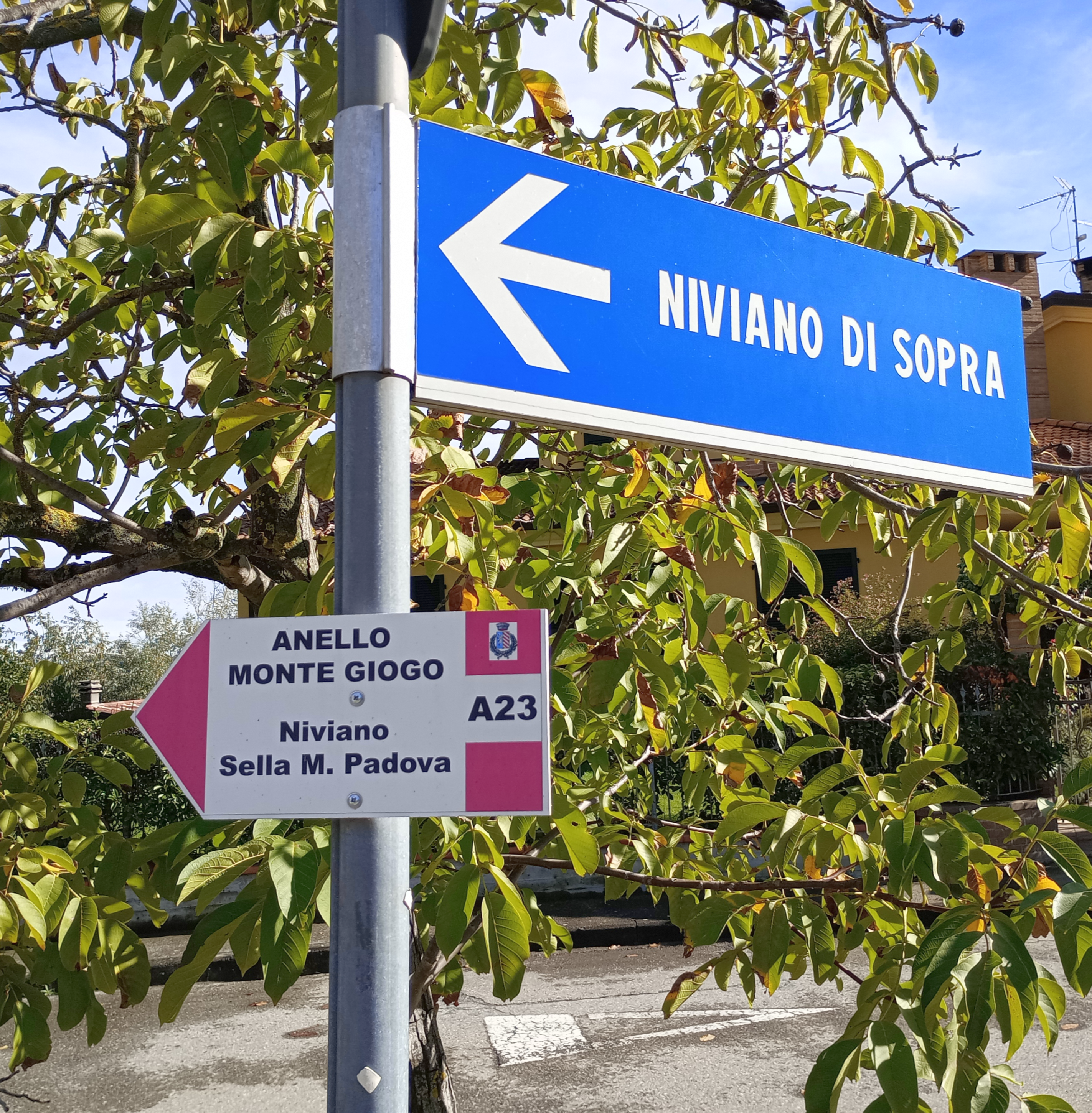
Anello Monte Giogo

La cima della collina può essere facilmente raggiunta a piedi. Uno tra i vari itinerari che la toccano, il "Sentiero del Monte Giogo", offre interessanti scorci panoramici. Con partenza dal centro di Lugagnano  permette di arrivare alla croce di vetta dopo aver superato un dislivello positivo di circa 200 metri. Il monte, come anche il vicino Monte Padova, sono raggiunti anche da itinerari per mountain bike, a volte percorsi da escursioni organizzate dalle associazioni della zona e dal CAI.

## Tutela naturalistica
Il Monte Giogo, che fin dal 1995 è stato tutelato dalla Riserva naturale geologica del Piacenziano, fa anche parte di un geosito di rilevanza regionale denominato Calanchi di Monte Giogo e affioramenti di Monte Padova e Monte Falcone e che si estende su una superficie di 137,3 ettari. A partire dal 2011 la preesistente riserva naturale è stata inglobata dal Parco regionale dello Stirone e del Piacenziano.